# Teoria populacional malthusiana
A teoria populacional malthusiana é uma teoria desenvolvida por Thomas Robert Malthus (1766–1834), um clérigo anglicano britânico, iluminista, além de intelectual influente em sua época, nas áreas de economia política e demografia.
Malthus percebeu que o crescimento populacional entre os anos 1785 e 1790 havia dobrado, em razão do aumento da produção de alimentos, das melhores condições sanitárias, e do aperfeiçoamento no combate às doenças — benefícios decorrentes da revolução industrial. Esses melhoramentos fizeram que a taxa de mortalidade diminuísse e a taxa de natalidade aumentasse.
Preocupado com o crescimento populacional acelerado, Malthus publica, anonimamente, em 1798, An Essay on the Principle of Population, obra em que expõe suas ideias e preocupações acerca do crescimento da população do planeta. Malthus alertava que a população crescia em progressão geométrica, enquanto a produção de alimentos crescia em progressão aritmética. No limite, isso acarretaria uma drástica escassez de alimentos e, como consequência, a fome. Portanto, inevitavelmente o crescimento populacional deveria ser controlado.
Uma praga biológica ocorre quando a população de uma dada espécie tem alta taxa de natalidade e baixa taxa de mortalidade, de modo que o número de indivíduos cresce, pressionando os recursos naturais a ponto de desequilibrar o meio ambiente. Essa superpopulação pode ser reduzida por doenças ou predadores dessa população. Se os predadores e parasitas (pestes) não aparecerem, o descontrole continua até que escasseiam os alimentos disponíveis no ambiente, gerando competição intraespecífica, e o controle populacional se dá pela fome. No caso da população humana, segundo Malthus, a peste, a fome, e a guerra atuariam como dispositivos de controle da explosão demográfica.
Na falta desses 3 elementos, haveria fatalmente uma explosão demográfica, que, segundo Malthus, estava em curso desde a Revolução Gloriosa, na Inglaterra (1688 -1689)[carece de fontes?]. Assim, a solução defendida por Malthus seria:
1. A sujeição moral de retardar o casamento
2. A prática da castidade antes do casamento
3. Ter somente o número de filhos que se pudesse sustentar

As teorias de Malthus foram contrariadas no século XX pelo progresso técnico incorporado à produção agrícola, na chamada Revolução Verde.
Observe o crescimento populacional humano em bilhões de habitantes a partir de 1860 até hoje:
- 1 a 2 bilhões de pessoas entre 1850 a 1925 — 74 anos
- 2 a 3 bilhões de pessoas entre 1925 a 1962 — 39 anos
- 3 a 4 bilhões de pessoas entre 1962 a 1975 — 13 anos
- 4 a 5 bilhões de pessoas entre 1975 a 1985 — 12 anos
- 5 a 6 bilhões de pessoas entre 1985 a 1994 — 11 anos
- 6 a 7 bilhões de pessoas entre 1994 a 2011 — 16 anos

A tendência é de que, nos próximos séculos, a população comece a diminuir.